# Encierro

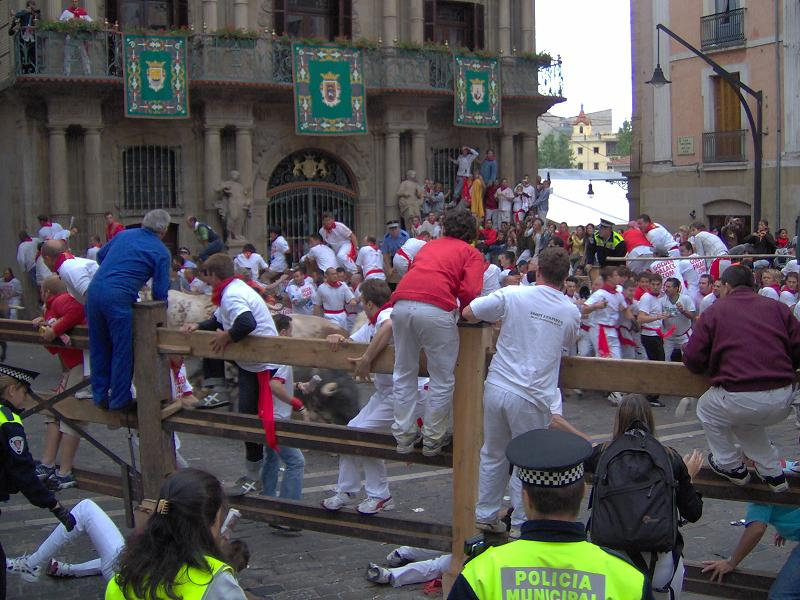
Encierro w Pampelunie

Encierro (dosł. zamknięcie) – przepędzanie byków ulicami miasta ze specjalnej zagrody na arenę, gdzie później biorą udział w walkach byków. Najsłynniejsze jest encierro w Pampelunie, organizowane podczas świąt zwanych sanfermines. Każdego dnia o ósmej rano kilkanaście byków wypuszcza się w trasę wąskich uliczek miasta. Bieg odbywa się po określonych odcinkach ulic, które wcześniej zostały odcięte i odpowiednio zabezpieczone. Celem biegu jest przeniesienie byków z ulicy Santo Domingo na arenę, gdzie późnym popołudniem odbywają tradycyjne walki. Trasa ma długość 825 metrów. Wielu biegnących nosi odświętny strój baskijski: białe spodnie i bluzy, czerwone paski i berety i czerwone chustki na szyję.
Oto środki bezpieczeństwa wymagane przez organizatorów biegu:
- wymagane ukończone 18 lat aby brać udział,
- zakazuje się przekraczania barier policyjnych,
- zakazuje się przebywania w strefach wyłączonych z ruchu,
- zakazuje się ukrywania w zaułkach, bramach i domach jeszcze przed wypuszczeniem byków,
- zakazuje się zostawiania otwartych drzwi w domach, które stoją wzdłuż trasy biegu. Właściciele są pociągani do odpowiedzialności,
- zakazuje się wchodzenia na trasę pod wpływem alkoholu oraz innych środków odurzających,
- zakazuje się posiadania przedmiotów stanowiących zagrożenie dla byków i dla innych uczestników biegu,
- zakazuje się noszenia butów bądź ubrań nienadających się do biegu,
- zakazuje się krzyczenia na zwierzęta oraz drażnienia ich zanim zostają wypuszczone z Ringu,
- zakazuje się zatrzymywania się lub stawania przy ścianach, w zaułkach bądź przy przeszkodach w taki sposób, który mógłby zagrozić innym uczestnikom,
- zakazuje się chwytania i czepiania się zwierząt,
- zakazuje się fotografowania bez zezwolenia,
- zakazuje się jakiejkolwiek innej akcji, która mogłaby zagrozić bezpieczeństwu.

Od 1911 roku, gdy rozpoczęto prowadzenie statystyk, w biegach z bykami śmierć poniosło 15 osób. Ostatnią ofiarą śmiertelną był 27-letni Hiszpan Daniel Jimeno Romero, który 10 lipca 2009 roku został ugodzony przez byka w szyję.